# Episodi de L'amore e la vita - Call the Midwife (terza stagione)
La terza stagione della serie televisiva L'amore e la vita - Call the Midwife è stata trasmessa dal 19 gennaio al 9 marzo febbraio 2014 su BBC One, preceduta il 25 dicembre 2013 dallo Speciale Natalizio.
In Italia la stagione è stata interamente pubblicata su Netflix il 1º marzo 2016.
| nº | Titolo                  | Prima TV UK      | Pubblicazione Italia |
| -- | ----------------------- | ---------------- | -------------------- |
| CS | Speciale Natalizio 2013 | 25 dicembre 2013 | 1º marzo 2016        |
| 1  | Episodio 1              | 19 gennaio 2014  | 1º marzo 2016        |
| 2  | Episodio 2              | 26 gennaio 2014  | 1º marzo 2016        |
| 3  | Episodio 3              | 2 febbraio 2014  | 1º marzo 2016        |
| 4  | Episodio 4              | 9 febbraio 2014  | 1º marzo 2016        |
| 5  | Episodio 5              | 16 febbraio 2014 | 1º marzo 2016        |
| 6  | Episodio 6              | 23 febbraio 2014 | 1º marzo 2016        |
| 7  | Episodio 7              | 2 marzo 2014     | 1º marzo 2016        |
| 8  | Episodio 8              | 9 marzo 2014     | 1º marzo 2016        |